# Nimrat Kaur
Nimrat Kaur (Pilani, 13 marzo 1982) è un'attrice indiana.
Ha iniziato la sua carriera come modella e ha continuato a recitare in teatro. Dopo alcune brevi apparizioni in alcuni film, Kaur ha recitato nella produzione di Anurag Kashyap Peddlers, che è stato proiettato al Festival di Cannes nel 2012.

## Filmografia

### Cinema
- Una notte con il re (One Night with the King), regia di Michael O. Sajbel (2006)
- Peddlers, regia di Vasan Bala (2012)
- Luv Shuv Tey Chicken Khurana, regia di Sameer Sharma (2012)
- Lunchbox (Dabba), regia di Ritesh Batra (2013)
- Airlift, regia di Raja Krishna Menon (2016)

### Televisione
- Homeland - Caccia alla spia (Homeland) – serie TV, 18 episodi (2014, 2020)
- Wayward Pines – serie TV, 10 episodi (2016)
- The Test Case – serie TV, 11 episodi (2017-2018)

## Doppiatrici italiane
Nelle versioni in italiano dei suoi film, Nimrat Kaur è stata doppiata da:
- Connie Bismuto in Lunchbox
- Claudia Catani in Wayward Pines
- Laura Romano in Homeland - Caccia alla spia